# Rowiny (sielsowiet Maluszyce)
Rowiny (biał. Равіны; ros. Ровины) – wieś na Białorusi, w obwodzie grodzieńskim, w rejonie korelickim, w sielsowiecie Maluszyce.

## Historia
W dwudziestoleciu międzywojennym wieś leżała w Polsce, w województwie nowogródzkim, w powiecie nowogródzkim, w gminie Korelicze. 
Po agresji ZSRR na Polskę w 1939 roku wieś znalazła się w granicach BSRR. W latach 1941–1944 była pod okupacją niemiecką. Następnie leżała w BSRR. Od 1991 roku w Republice Białorusi.
29 stycznia 1945 r. w tej okolicy odbyła się bitwa pomiędzy oddziałem Armii Krajowej dowodzonym przez Hieronima Piotrowskiego i wojskami wewnętrznymi NKWD. Zginęło 89 osób. Zostali pochowani pod Kaczycami. W październiku 2021 r. nagrobek został zdewastowany, a w 2022 r. zniszczony przez władze białoruskie.